# فرودگاه بوون ما تووت
فرودگاه بوون ما تووت (به انگلیسی: Buon Ma Thuot Airport) (به زبان بومی: Sân bay Buôn Ma Thuột) یک فرودگاه همگانی با کد یاتا BMV است که یک باند فرود آسفالت دارد و طول باند آن ۳۰۰۰ متر است. این فرودگاه در کشور ویتنام قرار دارد و در ارتفاع ۵۲۷ متری از سطح دریا واقع شده‌است.

## شرکت‌های هواپیمایی و مقصدهای پروازی
| شرکت‌های هواپیمایی        | مقصدهای پروازی                                |
| ------------------------ | --------------------------------------------- |
| Jetstar Pacific Airlines | دا نانگ، کت بای، تان سون نهات، تهو خوان، Vinh |
| ویت‌جت ایر                | کت بای، نوا به، تان سون نهات                  |
| ویتنام ایرلاینز          | دا نانگ، نوا به، تان سون نهات                 |